# 1月12日
1月12日是公历（平年）年的第12天，离一年的结束还有353天（闰年是354天）。

## 大事记

### 19世紀以前
- 618年：曹武徹舉兵反隋，建元通聖。
- 1554年：勃印曩在首都勃固加冕成為東吁王朝國王，其後轄有緬甸歷史上最遼闊的疆域。
- 1659年：安拉阿巴德要塞（英语：Allahabad Fort）向蒙兀兒皇帝奧朗則布的軍隊投降。
- 1791年：四大徽班进北京，京剧开始形成。

### 19世紀
- 1838年：為了躲避反摩門教迫害，美國後期聖徒運動創始人約瑟·斯密及其追隨者逃至遠西。
- 1853年：太平天国攻占武昌。
- 1872年：在俘虜特克勒·吉約吉斯二世後，約翰尼斯四世在阿克蘇姆加冕成為衣索比亞皇帝。

### 20世紀
- 1914年：日本櫻島的大正大喷发。
- 1920年：中国政府废止文言文教学。
- 1922年：香港海员大罢工。
- 1923年：法国、比利时因德国拖欠一战战争赔款，联合出兵占领鲁尔区。
- 1945年：第二次世界大戰：蘇聯紅軍向納粹德國防線發動全面攻勢，將戰線由維斯瓦河推進至奧得河。
- 1949年：以色列和埃及开始议和，第一次中东战争结束。
- 1950年：英國皇家海軍潛艇「威猛號（英语：HMS Truculent (P315)）」撞擊沉沒。
- 1959年：致力于推广“汽车城”黑人灵魂乐风格音乐的摩城唱片公司在美国底特律成立。
- 1964年：尚吉巴非洲-設拉子黨非洲裔成員發動革命推翻尚吉巴蘇丹國政府，並成立人民共和國。
- 1967年：美国物理学教授詹姆斯·贝德福德因肺癌去世后，成为第一例用人体冷冻技术贮存遗体。
- 1969年：英國搖滾樂樂團齊柏林飛船發表首張同名專輯，確立其結合藍調和搖滾的風格。
- 1970年：自行從奈及利亞東南部獨立的比亞法拉共和國有條件投降，奈及利亞內戰宣告結束。
- 1980年：中国首次派员考察南极洲。
- 1985年：1985年婆羅浮屠爆炸案。
- 1993年：中国银行香港分行成為繼匯豐銀行、渣打銀行後香港第三間發鈔銀行。

### 21世紀
- 2005年：欧洲议会通过欧盟宪法条约。
- 2005年：美国国家航空航天局用于探测坦普尔1号彗星内部结构的深度撞击号在肯尼迪航天中心发射成功。
- 2007年：麥克諾特彗星到達近日點，成為40多年來最亮的彗星，視星等為-5.5等。
- 2008年：2008年中華民國立法委員選舉結果揭曉，在野的中國國民黨拿下超過七成的席次。
- 2010年：海地首都太子港附近發生ML 7.0地震，造成超過10萬人死亡、300多萬人受傷。
- 2016年：伊斯蘭國恐怖組織在土耳其伊斯坦布爾市發動自殺式炸彈襲擊，造成10人死亡，15人受傷[1]。
- 2024年：1027行动，在中国外交部的斡旋下，缅甸国家管理委员会和三兄弟联盟达成协定正式宣布停火。[2]

## 出生
- 1579年：扬·巴普蒂斯塔·范·海尔蒙特，弗拉芒化學家、生理學家、醫生，被認為是氣體化學研究奠基人（1644年逝世）
- 1588年：约翰·温斯罗普，麻薩諸塞灣殖民地總督（1649年逝世）
- 1628年：夏爾·佩羅，法國詩人、作家（1703年逝世）
- 1716年：安东尼奥·乌略亚，西班牙將軍、探險家、作家、天文學家、殖民地官員、鉑元素發現者（1795年逝世）
- 1721年：斐迪南，普魯士元帥（1792年逝世）
- 1729年：埃德蒙·伯克，愛爾蘭政治家、作家、演說家、政治理論家、哲學家（1797年逝世）
- 1737年：约翰·汉考克，美国政治人物，首任麻薩諸塞州州長（1793年逝世）
- 1746年：约翰·亨里希·裴斯泰洛齐，瑞士教育家和教育改革家，被尊為西方「教聖」、歐洲「平民教育之父」（1827年逝世）
- 1751年：费迪南多一世，那不勒斯和西西里國王、兩西西里王國第一任國王（1825年逝世）
- 1822年：艾蒂安·勒努瓦，比利時工程師，瓦斯內燃機發明人（1900年逝世）
- 1852年：約瑟夫·霞飛，法国元帅、军事家（1931年逝世）
- 1853年：格雷戈里奧·里奇-庫爾巴斯托羅，義大利數學家、理論物理學家（1925年逝世）
- 1856年：约翰·辛格·沙金，美國肖像畫家（1925年逝世）
- 1863年：斯瓦米·維韋卡南達，印度印度教僧侶、哲學家、作家、宗教導師（1902年逝世）
- 1868年：向西兵庫，日本陸軍中將（卒年不詳）
- 1869年：章太炎，清末民初思想家，史學家，樸學大師，民族主義革命者（1936年逝世）
- 1876年：杰克·伦敦，美国作家（1916年逝世）
- 1876年：艾曼诺·沃尔夫-费拉里，義大利作曲家（1948年逝世）
- 1876年：費夫齊·恰克馬克，土耳其軍方最高元帥、總理，土耳其建國關鍵人物（1950年逝世）
- 1884年：冯如，中国飞机设计师（1912年逝世）
- 1890年：約瑟夫·亨弗里奇，德國天文學家（1971年逝世）
- 1893年：赫尔曼·戈林，纳粹德国黨政軍領袖（1946年逝世）
- 1893年：阿爾弗雷德·羅森堡，纳粹德国政府官员，《二十世紀的神話》作者（1946年逝世）
- 1893年：米哈伊尔·古列维奇，蘇聯飛行器設計師，俄羅斯米格航空器集團創立者之一（1976年逝世）
- 1896年：，美國政治家，第45任肯塔基州州長（1970年逝世）
- 1896年：大卫·韦克斯勒，美國心理學家，韋克斯勒成人智力量表（WAIS0）和韋克斯勒兒童智力量表（WISC）制訂者（1981年逝世）
- 1899年：保羅·赫爾曼·穆勒，瑞士化學家，1948年以第一位非生理學家獲诺贝尔生理学或医学奖（1965年逝世）
- 1903年：伊格爾·瓦西里耶維奇·庫爾恰托夫，蘇聯核物理學家，主導蘇聯原子彈研發工程（1960年逝世）
- 1906年：伊曼紐爾·列維納斯，立陶宛裔法國哲學家，《塔木德》注釋家（1995年逝世）
- 1907年：谢尔盖·科罗廖夫，前蘇聯火箭工程師（1966年逝世）
- 1910年：露薏絲·蕾娜，德國猶太裔美國電影演員，第一位獲得兩次及連續兩年贏得奧斯卡最佳女主角獎的演員（2014年逝世）
- 1912年：覃子豪，台灣文學家，藍星詩社創辦人（1963年逝世）
- 1916年：彼得·威廉·波塔，第10任南非总统（2006年逝世）
- 1918年：瑪哈禮希‧瑪赫西‧優濟，印度瑜伽古魯（2008年逝世）
- 1922年：林思顯，香港教育家、銀行家（2007年逝世）
- 1929年：阿拉斯代尔·麦金泰尔，蘇格蘭哲學家
- 1930年：雅克·吉泰，法國男子擊劍運動員（2025年逝世）
- 1931年：詹建俊，中國畫家、教育家（2023年逝世）
- 1938年：黛文德拉·辛格，印度心理學家（2010年逝世）
- 1942年：米歇爾·麥耶，瑞士天文學家，2019年諾貝爾物理學獎得主
- 1944年：喬·弗雷澤，美國男子拳擊運動員，前世界重量級拳擊冠軍（2011年逝世）
- 1944年：詹姆斯·尼古拉·格雷，美國資訊工程專家（2007年失蹤）
- 1946年：喬治·杜克，美國鋼琴家、作曲家、音樂製作人（2013年逝世）
- 1946年：鄭余鎮，臺灣政治人物（2025年逝世）
- 1948年：戈登·坎贝尔，加拿大駐英國高級專員
- 1949年：羽田健太郎，日本作曲家、編曲家、鋼琴家（2007年逝世）
- 1949年：王穎，美籍香港导演
- 1949年：村上春树，日本作家、美國文學翻譯家
- 1949年：奥特马·希斯菲尔德，德國足球教練
- 1949年：哈马迪·杰巴里，突尼斯工程師、政治家、記者，伊斯蘭復興運動黨秘書長
- 1951年：拉什·林博，美國電台主持人、記者、作家（2021年逝世）
- 1951年：，美國女演員（2022年逝世）
- 1953年：瑪麗·哈倫，加拿大電影導演、編劇、製片人
- 1954年：莎朗·L·萊希特，美國會計師、作家、商人
- 1956年：尼古拉·諾斯科夫，俄罗斯流行歌手
- 1957年：武居智久，日本海上自衛隊將領、第32任海上幕僚長（海軍參謀長）
- 1957年：约翰·雷斯特，美国动画导演，皮克斯動畫工作室和華特·迪士尼動畫製片廠首席執行官
- 1958年：克里斯汀·阿曼普，美國CNN首席國際新聞特派員
- 1960年：齊秦，台灣創作歌手
- 1960年：奥利弗·普莱特，美國男演員
- 1960年：多米尼克·威尔金斯，美国篮球运动员
- 1962年：張鎬哲，台灣男歌手
- 1962年：貢德·斯萬，瑞典越野滑雪運動員
- 1963年：尾形大作，日本男性演歌歌手
- 1964年：杰夫·贝佐斯，美國亞馬遜公司創辦人
- 1965年：陳泰銘，新加坡男演員
- 1966年：許傑輝，台灣演員
- 1967年：井上雄彥，日本漫畫家
- 1967年：萨吉特·普雷马达萨，斯里蘭卡政治人物
- 1968年：石原詢子，日本女性演歌歌手
- 1968年：增田順一，日本遊戲音樂作曲家、遊戲開發者、遊戲設計者、遊戲製作人、遊戲程式設計師
- 1968年：崔武成，韓國男演員
- 1968年：毛罗·席尔瓦，巴西足球運動員
- 1969年：罗伯特·普罗辛内茨基，克羅地亞足球运动員
- 1970年：瑞空，美國說唱歌手，武當幫成員
- 1970年：傑森·李，美國配音員
- 1972年：普里揚卡·甘地，印度政治人物，尼赫魯-甘地家族成員
- 1973年：布萊恩·考伯森，美國音樂家、音樂製作人
- 1974年：劉東風，中國男子角力運動員
- 1976年：中谷美紀，日本女演員及歌手
- 1977年：海清，中國女演員
- 1978年：金思朗，韓國女演員
- 1978年：路易斯·阿亞拉，墨西哥裔美國職棒大聯盟球员
- 1978年：杰里米·坎普，美國牧師、當代基督教音樂家
- 1978年：博纳旺蒂尔·卡卢，象牙海岸足球運動員
- 1979年：李寶英，韓國女演員、模特兒
- 1980年：阿爾弗雷多·莫雷諾，阿根廷職業足球運動員（2021年逝世）
- 1980年：麥子樂，香港演員
- 1982年：董成鹏，中國男演員、主持人
- 1982年：村田步，日本女性聲優
- 1982年：克里斯·瑞，美國職棒大聯盟球员
- 1982年：唐崔利·威利斯，美國職棒大聯盟球员
- 1982年：保羅-亨利·馬蒂厄，法國職業網球運動員
- 1984年：白石日和，日本AV女優
- 1984年：塔蘭妮·阿莉多絲蒂，伊朗女演員
- 1985年：伊莎·蕾，美國女演員、作家、製片人、喜劇演員
- 1985年：阿特姆·米列夫斯基，烏克蘭籍白俄羅斯裔足球員
- 1986年：村田諒太，日本男子拳擊運動員
- 1986年：巴勃罗·奥斯瓦尔多，義大利足球員
- 1987年：娜娅·里维拉，美國演員、歌手（2020年逝世）
- 1987年：張敬仁，香港女藝人
- 1987年：萨尔瓦托雷·西里古，義大利足球守門員
- 1988年：古木望，日本女性聲優
- 1990年：谢尔盖·卡尔亚金，烏克蘭国际象棋職業棋手，史上最年輕国际象棋特級大師金氏世界紀錄保持人
- 1990年：曾至孝，香港足球運動員
- 1991年：談樂軒，香港足球運動員
- 1991年：皮克西·洛特，英國女創作歌手、演員
- 1992年：小林万樱，日本模特儿
- 1992年：萨穆埃莱·隆戈，義大利職業足球運動員
- 1993年：稻葉友，日本男演員
- 1993年：光井愛佳，日本女性偶像，早安少女組成員
- 1993年：都敬秀，韓國男子偶像團體EXO成員
- 1993年：泽恩·马利克，英國男歌手，音樂組合1世代前成員
- 1994年：書那娜，台灣女藝人、模特兒
- 1995年：琳達·伯格斯特龍，瑞典女子乒乓球運動員
- 1996年：劉羽庭，台灣女子團體A'N'D成員
- 1996年：竹內美宥，日本女子偶像團體AKB48Team B成員
- 1996年：李慧彬，韓國女子偶像團體MOMOLAND成員
- 1997年：本庄鈴，日本AV女優
- 1998年：林愷倫，美籍華裔女歌手
- 1999年：田村真佑，日本女子偶像團體乃木坂46四期生
- 2007年：蘇新皓，中國男子偶像團體登陸少年組合成員
- 生年不詳：岩橋由佳，日本女性聲優

## 逝世
- 1519年：馬克西米連一世，神圣罗马帝国皇帝（1459年出生）
- 1665年：皮埃爾·德·費馬，法國律師、數學家（1601年出生）
- 1705年：卢卡·焦尔达诺，意大利画家（1634年出生）
- 1822年：约翰·戈特洛布·特埃努斯·施奈德，德國古典學家、博物學家（1750年出生）
- 1834年：威廉·温德姆·格伦维尔，第一代格伦维尔男爵，英国第19任首相（1759年出生）
- 1860年：詹姆士·萊德，愛爾蘭裔美國天主教牧師、耶穌會士（1800年出生）
- 1875年：同治帝，中国清朝皇帝（1856年出生）
- 1896年：劉銘傳，清朝政治人物，首任臺灣巡撫（1836年出生）
- 1909年：赫尔曼·闵可夫斯基，德国数学家（1864年出生）
- 1915年：有坂成章，日本軍官、武器設計者、發明家（1852年出生）
- 1943年：查爾斯·泰特·里根，英國魚類學家（1878年出生）
- 1946年：王鴻年，中國法學家、外交官（1874年出生）
- 1947年：刘胡兰，中国共产党革命烈士（1932年出生）
- 1974年：康諾的帕特麗西婭，英国公主（1886年出生）
- 1976年：阿加莎·克里斯蒂，英国侦探小说作家（1890年出生）
- 1977年：亨利-喬治·克魯佐，法國電影導演、編劇、製片人（1907年出生）
- 2001年：威廉·休利特，美国电气工程师，惠普公司创始人之一（1913年出生）
- 2002年：赛勒斯·万斯，美国政治家，曾任美国国务卿（1917年出生）
- 2003年：莱奥波尔多·加尔铁里，阿根廷政治家，曾任阿根廷总统（1926年出生）
- 2003年：深作欣二，日本导演（1930年出生）
- 2003年：莫里斯·吉布，英国歌手，比吉斯樂隊成員（1949年出生）
- 2004年：奥莉加·拉德任斯卡娅，俄羅斯數學家（1922年出生）
- 2010年：陳蕾士，馬來西亞古箏演奏家、中國傳統音樂學者、詩人、書法家（1918年出生）
- 2013年：大久保琴，日本超級人瑞（1897年出生）
- 2017年：威廉·彼得·布拉蒂，美國作家、導演、製片人（1928年出生）
- 2018年：阮進鴻，越南軍醫、官員（1922年出生）
- 2019年：梅原猛，日本哲學家（1925年出生）
- 2023年：馮天瑜，中國歷史文化學家（1942年出生）
- 2023年：麗莎·瑪麗·普里斯萊，美國女歌手、詞曲作家、社會慈善活動者（1968年出生）

## 节假日和习俗
- 日本：滑雪之日
- 印度：全國青年日
- ：紀念日
- 坦桑尼亚：桑給巴爾革命日